# تشارلز إيفانز هيوز جونيور
تشارلز إيفانز هيوز جونيور (بالإنجليزية: Charles Evans Hughes, Jr.)‏ هو محامي أمريكي، ولد في 30 نوفمبر 1889 في نيويورك في الولايات المتحدة، وتوفي بنفس المكان في 21 يناير 1950.

## وصلات خارجية
- تشارلز إيفانز هيوز جونيور على موقع إن إن دي بي (الإنجليزية)